# Borzoi
El borzoi (en ruso: Русская псовая борзая) es una raza de perro originaria de Rusia, de la familia de los lebreles. Fue originalmente criado para cazar lobos y liebres, actualmente es muy buscado como animal de compañía.

## Historia
La raza fue concebida en la Rusia del siglo XVI por medio de cruces entre salukis y lebreles europeos con razas de pelaje grueso.
El borzoi tuvo su momento de máxima gloria en la corte de los zares, donde era criado con gran maestría para utilizarlo en la caza del lobo siberiano. Óptimo cazador también de pequeños animales, es un perro afectuoso y obediente con el amo pero extremadamente desconfiado con los extraños, hasta el punto de llegar a morder.
Como todos los galgos, se adapta a vivir en la casa a condición de disponer de espacios amplios donde poder moverse con gran libertad. Desciende presumiblemente del lebrel egipcio y no se tienen datos precisos sobre su aparición en Rusia. Sin embargo, se sabe, por escritos fechados en el año 1200, que ya era utilizado para la caza de la liebre y otros animales más grandes.
Durante siglos ha sido el perro de las familias de la nobleza y de los zares. Puede decirse sin lugar a dudas que el Gran Duque Nicolás fue el criador más grande de esta raza y solía tener en las perreras alrededor de un centenar de estos magníficos perros. La caída de los Zares y de la nobleza rusa fue la causa de la desaparición casi total de esta raza de su país de origen. No obstante, está bastante difundida en Europa y en América.
Su primera aparición en Inglaterra se produjo hace alrededor de un siglo, cuando el zar Alejandro II le regaló una pareja de Borzoi a la reina Victoria. Entre todos los galgos, el Borzoi es ciertamente el más "noble" tanto por sus características como por su andar.

## Características
El borzoi es un gran lebrel ruso que se parece a algunas razas de Asia Central como el lebrel afgano, el saluki y el taigan kirguís. Es grácil, fuerte y veloz, alcanzando una altura de entre 66 y 79 cm y un peso desde 25 hasta 48 kg. Tiene una cabeza larga y angosta, orejas pequeñas, tórax ahuecado pero estrecho; cuartos traseros largos y musculosos. Su cola es larga y encorvada y su pelaje es sedoso y puede ser liso o ligeramente rizado. Casi siempre es de color blanco con manchas oscuras. Es notorio por su elegante apariencia.
Cubierto por una espléndida capa de pelo ondulado, se mueve con gran distinción y elegancia. Existe en todos los colores, aunque los más apreciados son el blanco uniforme, el blanco con manchas grises, rojas y atigradas.
A diferencia de otras razas caninas, las manchas blancas no deben tener límites muy definidos, sino esfumarse gradualmente con los otros colores.

### Tamaño
Alzada a la cruz: Machos de 70 a 82 cm, la de las hembras es más pequeña en aproximadamente 5 cm. También está admitida una alzada mayor, siempre que la simetría no esté comprometida.

### Cabeza
Larga y estrecha, muy enjuta.
Trufa negra con fosas nasales que sobrepasan la mandíbula inferior.
Hocico largo, estrecho y enjuto, no puntiagudo, con un pequeño arco antes de la trufa.
Cráneo largo y estrecho, en proporción con el resto del cuerpo. El punto de unión entre el cráneo y la caña nasal forma un ángulo muy obtuso.

### Ojos
Bastante próximos, equidistantes de la punta del cráneo y de la trufa. De forma oblicua y color oscuro, situados a ras de la cabeza.

### Orejas
Muy móviles, de nacimiento alto y terminadas en punta, replegadas hacia atrás sobre el cuello.
El perro las tiene erguidas cuando está atento.

### Cuello
De mediana longitud, carente de papada.

### Extremidades anteriores
Hombros planos, no demasiado oblicuos. Brazos perfectamente rectos con osamenta plana y enjuta. Si se miran de frente parecen estrechos, en cambio de costado aparecen anchos hacia los hombros, disminuyendo gradualmente hacia los pies.

### Cuerpo
Tórax estrecho aunque excepcionalmente profundo que desciende hasta los codos.
Costillas planas y ligeramente abarriladas.
Dorso gradualmente arqueado, más en los machos que en las hembras, que incluso pueden tenerlo plano.
Zona dorsolumbar bastante larga, muy musculosa, grupa larga y ancha. Vientre retraído.

### Extremidades posteriores
Muslos planos con hueso muy ancho y músculos muy desarrollados. Metatarsos cortos. Pies largos con dedos cerrados.

### Cola
Muy mullida y larga, con forma de cimitarra.

### Pelaje
Largo, no lanoso, con reflejos sedosos, ondulado y con grandes rizos. Liso en la cabeza, en las orejas y en la parte anterior de las extremidades.
Penachos largos en la parte posterior de las extremidades anteriores y de los muslos, en el tórax y en la cola.

### Color
Unicolor blanco, blanco con manchas amarillas, anaranjadas, rojas, atigradas, grises,

## Salud
La esperanza de vida estimada es de 10 a 12 años. Uno de cada cinco muere de vejez, con una media de entre 10 y 11.5 años. El perro más longevo vivió hasta 14 años y 3 meses. Los perros que están en buena forma física y son vigorosos desde su juventud hasta la mediana edad son más vigorosos y saludables que los perros mayores, en igualdad de condiciones con todos los demás factores.